# قائمة هيئات الأزهر

## القوانين المنظمة
- القانون رقم 103 لسنة 1961 وتعديلاته.[1]

### التعديلات
- القانون رقم 53 لسنة 1963.[2]
- القانون رقم 128 لسنة 1964.[3]
- القانون رقم 48 لسنة 1967.[4]
- القانون رقم 14 لسنة 1969.[5]
- القانون رقم 53 لسنة 1970.[6]
- القانون رقم 71 لسنة 1970.[7]
- القانون رقم 104 لسنة 1970.[8]
- القانون رقم 7 لسنة 1972.[9]
- القانون رقم 156 لسنة 2007.[1]:239
- القانون رقم 13 لسنة 2012.[10]

## القائمة
طبقاً للقانون رقم 103 لسنة 1961 وتعديلاته:
- تعد كل هيئة ما يخصها في مشروع الميزانية والذي يعرض على المجلس الأعلى للأزهر للنظر فيه. وتتولى كل هيئة إعداد ما يخصها من الحساب الختامي ثم يعرض على المجلس الأعلى للأزهر.[1]:59
- لكل هيئة جهاز إداري ومالي تحت إشراف رئيسها وتخضع جميعها لجهاز مركزي إداري ومالي تحت إشراف الأمين العام للمجلس الأعلى للأزهر.[1]:59

| م                          | الهيئات التابعة                 | الرئيس/الأمين الحالي               | ملاحظات |
| هيئات الأزهر               | هيئات الأزهر                    | هيئات الأزهر                       | هيئات الأزهر |
| -------------------------- | ------------------------------- | ---------------------------------- | --- |
|                            | المجلس الأعلى للأزهر            | الدكتور / أحمد الطيب               | - يتكون المجلس من (شيخ الأزهر "الرئيس"، وكيل الأزهر، رئيس جامعة الأزهر، نواب رئيس جامعة الأزهر، أقدم العمداء في كل فرع من فروع الأزهر بالمحافظات، الأمين العام لمجمع البحوث الإسلامية، المستشار القانوني لشيخ الأزهر، وكيل الوزارة لشئون المعاهد الأزهرية، الأمين العام للمجلس، أربعة أعضاء من مجمع البحوث الإسلامية "يختارهم أعضاء المجمع"، أحد وكلاء الوزارة من كل من وزارة الأوقاف والعدل والتربية والتعليم وشئون الأزهر والمالية "ترشحهم وزاراتهم").:4:5 |
|                            | جامعة الأزهر                    | الدكتور / محمد المحرصاوي           | - تختص جامعة الأزهر الشريف بكل ما يتعلق بالتعليم العالي في الأزهر الشريف، وبالبحوث التي تتصل بهذا التعليم أو تترتب عليه، كما تهتم ببعث التراث العلمي والفكري والروحي للشعوب العربية والإسلامية، وتعمل على تزويد العالم الإسلامي، والوطن العربي بالعلماء العاملين الذين يجمعون إلى التفقه في علوم العقيدة والشريعة ولغة القرآن الكريم، كفاية علمية وعملية تؤهلهم للمشاركة في كل أنواع النشاط والإنتاج، والدعوة الإسلامية، كما تعنى بتوثيق الروابط الثقافية والعلمية مع الجامعات والهيئات العلمية والإسلامية العربية والأجنبية. والدراسة بالجامعة تشمل إلى جانب علوم الشريعة الإسلامية واللغة العربية، وسائر العلوم والمعارف الأخرى، وتتضمن الجامعة كليات للطب والهندسة والصيدلة والزراعة والتجارة واللغات والترجمة والعلوم والتربية وطب الأسنان. بالإضافة إلى الكليات الأزهرية الأصلية، وهي: كلية الشريعة والقانون، كلية أصول الدين، كلية اللغة العربية، كلية الدراسات العربية والإسلامية، كلية الدعوة الإسلامية والتي تستوعب خريجي المعاهد الأزهرية. |
|                            | المعاهد الأزهرية                |                                    | تنقسم إلى المعاهد الأزهرية العامة (وتشمل المعهد الأزهرية لمراحل التعليم الثلاث)، والمعاهد الأزهرية الخاصة (وتشمل معهد البعوث الإسلامية ومعاهد القراءات).:71 |
|                            | مجمع البحوث الإسلامية           | الدكتور / نظير عياد (الأمين العام) | - هو الهيئة العليا للبحوث الإسلامية، وتقوم بالدراسة في كل ما يتصل بهذه البحوث، وتعمل على تجديد الثقافة الإسلامية وتجريدها من الفضول والشوائب وآثار التعصب السياسي والمذهبي، وتجليتها في جوهرها الأصيل الخالص، وتوسيع نطاق العلم بها لكل مستوى وفي كل بيئة، وبيان الرأي فيما يَجِدُّ من مشكلات مذهبية أو اجتماعية تتعلق بالعقيدة، وحمل تبعة الدعوة إلى سبيل الله بالحكمة والموعظة الحسنة. - وتعاون جامعة الأزهر في توجيه الدراسات الإسلامية العليا لدرجتي التخصص والعالمية والإشراف عليها والمشاركة في امتحاناتها. - يتألف المجمع من عدد لا يزيد على خمسين عضواً من كبار علماء الإسلام يمثلون جميع المذاهب الإسلامية ويكون شيخ الأزهر رئيساً لهذا المجمع. - يضم المجمع: (مجلس المجمع، مؤتمر المجمع، الأمانة العامة، مدينة البعوث الإسلامية).:8 - الأمانات العامة المساعدة: - الأمانة العامة المساعدة للدعوة والإعلام الديني. - الأمانة العامة المساعدة للثقافة (الإدارة العامة للبحوث والتأليف والترجمة، الإدارة العامة لمجلة الأزهر، الإدارة العامة للمطبوعات) - الأمانة العامة المساعدة للبعوث (إدارة البعوث الإسلامية، الإدارة العامة للطلاب الوافدين) - اللجان المنبثقة عن مجلس المجمع (لجنة بحوث القرآن، لجنة بحوث السنة، لجنة البحوث الفقهية، لجنة العقيدة والفلسفة، لجنة التعريف بالإسلام، لجنة إحياء التراث الإسلامي). - لجنة الفتوى. - مكتبة الأزهر المركزية. - مركز الأزهر العالمي للرصد والفتوى الإلكترونية. |
|                            | إدارة الثقافة والبعوث الإسلامية |                                    | هي الجهاز الفني لمجمع البحوث الإسلامية ومديرها هو أمين عام المجمع وتباشر الإدارة اختصاصاها عن طريق إدارتها (إدارة البحوث والنشر، إدارة البعوث الإسلامية، إدارة الدعوة والإرشاد).:68:69 |
|                            | هيئة كبار العلماء               |                                    | |
| جهات يشرف عليها شيخ الأزهر |                                 |                                    | |
|                            | بيت الزكاة والصدقات             | اللواء / محمد عمرو                 | صندوق ذو شخصية اعتبارية يتمتع بالاستقلال المالي والإداري، أنشئ بموجب القانون رقم 123 لسنة 2014. |